# Kadambini Ganguly
Kadambini Ganguly z domu Basu (beng. কাদম্বিনী গাঙ্গুলি, ur. 18 lipca 1861 w Bhagalpur, zm. 3 października 1923 w Kalkucie) – indyjska lekarka, jedna z pierwszych absolwentek medycyny w Indiach Brytyjskich i praktykujących lekarek, pierwsza kobieta, która ukończyła Calcutta Medical College. Aktywistka na rzecz praw kobiet, pierwsza mówczyni w Indyjskim Kongresie Narodowym. 

## Życiorys
Przyszła na świat w bengalskiej rodzinie urzędniczej jako Kadambini Basu. Jej rodzina pochodziła z terenów obecnego Bangladeszu. Wychowała się w Barisal, choć rodzina pochodziła z Chandsi w prowincji Barisal. Ojciec Brahmo Braja Kishore Basu był dyrektorem szkoły w Bhagalpurze oraz aktywistą społecznym, wspierającym edukację i emancypację kobiet. Wraz z Abhay'em Charanem Mallickiem zapoczątkował ruch na rzecz emancypacji kobiet w Bhagalpurze: w 1863 założyli pierwszą w Indiach organizację kobiecą Bhagalpur Mahila Samiti. 
Społeczność wyższej kasty, do której należała Basu, nie wspierała edukacji kobiet, lecz Kadambini uczyła się języka angielskiego w żeńskiej szkole Brahmo Eden w Dhaka. Potem uczyła się w Hindu Mahila Vidyalaya na osiedlu Ballygunge w Kalkucie. W 1876 szkoła została przemianowana na Banga Mahila Vidyalaya. Dziewczęta uczono wszystkich przedmiotów oraz norm zachodniej etykiety społecznej. Uczennice mówiły po angielsku w czasie pobytu w szkole. Ubierały się w zachodnie stroje. Dziewczęta na zmianę pilnowały kuchni, uczyły się też prowadzenia szkolnej księgowości. Wycieczki i pikniki traktowano jako okazję do nauki. W 1878 placówkę połączono z Bethune College na Uniwersytecie w Kalkucie. Tam Kadambini Basu poznała przyszłego męża, starszego o 17 lat Dwarakanatha Ganguly. Był zwolennikiem emancypacji kobiet. Dzięki jego działaniom Kadambini mogła przystąpić do egzaminu wstępnego w 1877. Nie przeszła jednak rekrutacji.
Ponieważ 27 kwietnia 1878 władze uniwersytetu ogłosiły nowe zasady rekrutacji, długo uznawano, że Kadambini, która w grudniu 1878 wzięła udział w rekrutacji, była pierwszą kobietą w Indiach, która zdała egzamin wstępny na uczelnię wyższą. W rzeczywistości pierwszą studentką w Indiach była Chandramukhi Basu.
W 1880 Kadambini Basu zdała egzamin First Arts (FA), czyli ukończyła studia z dyplomem sztuk pięknych. Następnie – jako druga kobieta w Indiach, jak również w całym Imperium Brytyjskim – studiowała medycynę w Callcutta Medical College. Ponownie pomógł jej Dwarakanath Ganguly. Ślub wzięli 12 czerwca 1883, 11 dni przed rozpoczęciem przez Kadambini nauki w Calcutta Medical College. Kadambini nie opuściła żadnego wykładu, skracając m.in. własny połóg do 13 dni, o czym pisała w liście do przyjaciela podziwiająca ją Florence Nightingale. Z kolei Annie Besant określiła Kadambini symbolem tego, że niepodległość Indii wpłynie na wolność kobiet indyjskich. W 1886, po wielu problemach ze strony mizoginistycznie nastawionego ówczesnego środowiska naukowego, Kadambini Ganguly ukończyła studia medyczne.

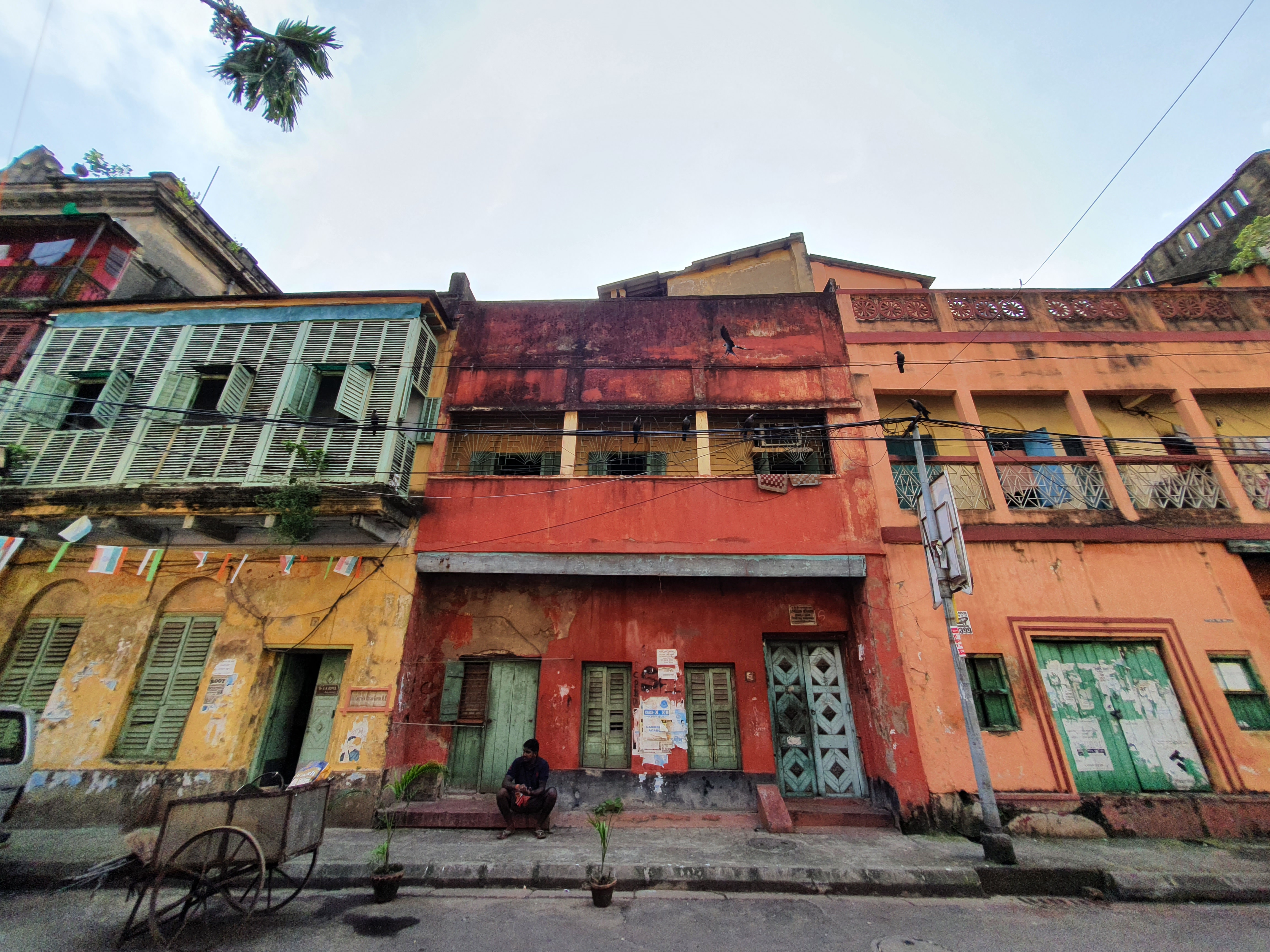
Dom Kadambini Ganguly

Przez krótki czas pracowała w szpitalu kobiecym Lady Dufferin, do którego poleciła ją Florence Nightingale. Ponieważ nie wydano jej dyplomu ukończenia studiów, brytyjskie lekarki traktowały ją jak położną. Rozpoczęła prywatną praktykę, ale nie osiągała sukcesów.  
W 1891 w bengalskim czasopiśmie „Bangabashi” nazwano ją czymś w rodzaju dziwki. Mąż pozwał gazetę do sądu, co zakończyło się skazaniem redaktora Mohesha Chandry Pala na 6 miesięcy więzienia i grzywną w wysokości 100 rupii.  
W 1893 Kadambini Ganguly zostawiła dzieci pod opieką starszej siostry i wyjechała do Anglii. Dzięki wsparciu męża i pomocy kuzyna Monomohana Ghosha, który pracował w Londynie jako adwokat, podjęła decyzję o zrobieniu dyplomu z nauk medycznych w Scottish College w Edynburgu. Przybyła do Londynu 23 marca 1893, a już w lipcu otrzymała potrójny dyplom po kursach w Dublinie, Glasgow i Edynburgu. Uzyskała licencjat w College of Physicians w Edynburgu, licencjat w College of Surgeons w Glasgow oraz licencjat na Wydziale Lekarskim i Chirurgów w Dublinie. Była jedyną kobietą w gronie 14 studentów tego roku i pierwszą kobietą z Indii, która tego dokonała. Specjalizowała się w pediatrii i ginekologii. Była pierwszą wykształconą w medycynie zachodniej lekarką na terenie całych Indii i Azji Południowej. 
Powróciła do Indii, by podjąć praktykę w rodzinnych stronach. Została przyjęta jako starsza lekarka w szpitalu Lady Dufferin. Wznowiła prywatną praktykę, która prosperowała tak dobrze, że musiała zrezygnować z pracy w szpitalu. W latach 1895–1896 zajęła się leczeniem Królowej Matki Nepalu. Pomogła jej wyzdrowieć. Została za to obradowana prezentami. Rodzina królewska wynajmowała ją jako prywatną lekarkę. 
W 1889 Kadambini i pięć innych kobiet jako pierwsze w historii otrzymało pozwolenie na udział w spotkaniu Indyjskiego Kongresu Narodowego. Stało się to dzięki m.in. agitacji jej męża. W 1890 Ganguly jako pierwsza kobieta w historii przemawiała na spotkaniu tej partii w Kalkucie (drugą była biorąca w nim udział Swarnakunami Debi). Ganguly wygłosiła wykład po angielsku. W 1898 została wdową. Łączyła działalność społeczną i polityczną z prowadzoną z sukcesem praktyką lekarską. 
W 1906 Ganguly była jedną z organizatorek Women’s Conference w Kalkucie. W 1908 założyła stowarzyszenie pomagające robotnikom z ruchu Satjagraha w Transwalu. W 1914, kiedy w Kalkucie grupa Sadharan Brahma Samaj zorganizowała spotkanie w na cześć Mahatmy Gandhiego, który przybył do miasta, Ganguly przewodniczyła mu. W 1915 protestowała przeciwko władzom Calcutta Medical College, które nie pozwoliły kobietom studiować. Pod naciskiem władze uczelni zmieniły przepisy. Upominała się także o prawa kobiet pracujących na plantacjach herbacianych w Asamie. W 1922 z Kamini Roy w imieniu rządowej komisji śledczej badała sytuację kobiet pracujących w kopalniach węgla w Biharze i Orisie. Była za to bardzo krytykowana przez konserwatywne społeczeństwo indyjskie. 
Małżeństwo Kadambini Basu z wdowcem z sześciorgiem dorosłych dzieci oburzyło konserwatywnych hindusów i niektórych bliskich przyjaciół mężczyzny. Niemniej amerykański historyk David Kopf opisał ten związek jako najbardziej niezwykły, ponieważ opiera się na wzajemnej miłości, wrażliwości i inteligencji. Nazwał Kadambini najbardziej utalentowaną i wyzwoloną kobietą z kasty bramińskiej swoich czasów. Małżonkowie mieli ośmioro dzieci. Syn Jyotirmayee został działaczem niepodległościowym, inny syn – Prabhat Chandra – dziennikarzem. Pasierbica Kadambini wyszła za mąż za Upendrakishore'a Raya Chowdhury'ego, dziadka reżysera Satyajita Raya. 
Kadambini Ganguly w wolnym czasie zajmowała się koronkarstwem. Była znana jako uzdolniona rękodzielniczka. 
Cierpiała na nadciśnienie. 3 października 1923 63-letnia lekarka przeprowadził ważną dla zdrowia pacjenta operację. Wróciła do domu osłabiona i tego samego wieczoru zmarła. 

## Upamiętnienie
Od marca 2020 w stacji telewizyjnej Star Jalsha emitowano bengalski serial telewizyjny Prothoma Kadambini oparty na biografii Ganguly. Serial Kadambini był transmitowany w telewizji Zee Bangla w 2020. 
18 lipca 2021 Google świętował 160. rocznicę urodzin Kadambini Ganguly: indyjska wersja wyszukiwarki została ozdobiona Doodle'em poświęconym kobiecie. 